# Жигалово (Томская область)
Жига́лово — исчезнувшая деревня в Колпашевском районе Томской области. На момент упразднения входила в состав Новосёловского сельсовета. Упразднена в 1972 году. В настоящее время существует как дачные участки.

## География
Деревня располагалась на левом берегу реки Кеть в месте впадения в нее реки Маракса, в 1 км (по прямой) к северу от деревни Маракса.

## История
Исторический населённый пункт южных селькупов. Здесь жили в конце ХIХ в. семьи селькупов Нейчагиных / Начигиных и Курсоковых, а также крестьяне Пановы (потомки селькупов) и Коноваловы. В 1897 г.: 4 хозяйства — 12 чел., все селькупы. По данным переписи 1911 г. — 4 хозяйства, 13 человек.
Деревня была основана в 1795 г. В 1928 году деревня Жигалова состояла из 43 хозяйств. В административном отношении являлась центром Жигаловского сельсовета Колпашевского района Томского округа Сибирского края.
В 1960-е годы деревня попала в разряд не перспективных и по планам должна была быть сселена к 1975 году.
Решением № 187 Томского облисполкома от 20 июля 1972 г. деревня Жигалово исключена из учётных данных.

## Население
| 1920 | 1926 | 1939 | 1952 | 1959 | 1970 |
| ---- | ---- | ---- | ---- | ---- | ---- |
| 95   | ↗145 | ↗170 | ↘86  | ↘57  | ↘6   |

В 1926 году основным населением деревни были русские.